# 中甸杭子梢
中甸杭子梢（学名：Campylotropis yunnanensis var. zhongdianensis）为豆科杭子梢属下的一个变种。